# Mönchberg
Mönchberg er en købstad (markt) i Landkreis Miltenberg i Regierungsbezirk Unterfranken i den tyske delstat Bayern. Den er hjemsted for Verwaltungsgemeinschaft Mönchberg og statanerkendt kurby.

## Geografi
Mönchberg ligger i den bayerske del af mittelgebirgeområdet Spessart, 13 km fra Miltenberg, 30 km fra Aschaffenburg, 69 km fra Frankfurt am Main og 76 km fra Würzburg.
Landsbyen Schmachtenberg blev indlemmet i kommunen i 1978.
Nabokommuner er mod vest Klingenberg og Erlenbach, mod nord Eschau, mod øst Collenberg som ligger ved Main, og mod syd ligger Röllbach.
- Det gamle rådhus
- Kirken
- Wendelinuskapellet